# روشنایی گازی

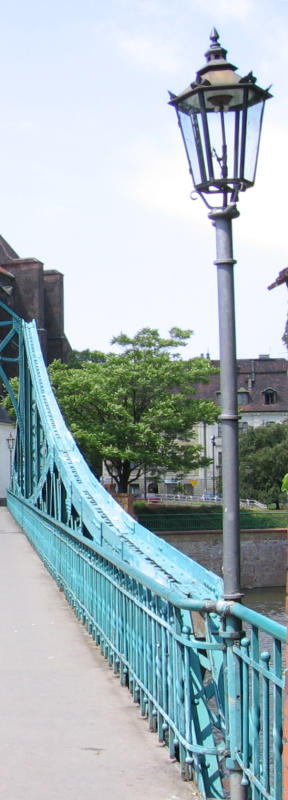
روشنایی گاز در مرکز تاریخی ورشو، لهستان به صورت دستی خاموش و روزانه روشن می شود

روشنایی گازی (انگلیسی: Gas lighting) به تولید نور مصنوعی از طریق احتراق یک سوخت گازی مانند هیدروژن، متان، مونوکسید کربن، پروپان، بوتان، استیلن، اتیلن یا گاز طبیعی اطلاق می‌شود. در این روش، نور به‌طور مستقیم توسط شعله تولید می‌شود، یا بمنظور افزایش روشنایی به‌طور غیر مستقیم با اجزای دیگر ترکیب می‌گردد. پیش از آنکه برق به‌طور کامل در شهرها گسترده شود و استفاده عمومی از آن مقرون به صرفه گردد، استفاده از گاز، محبوب‌ترین روش نورپردازی در فضای باز شهرها و بخش‌های داخلی حومه‌ها بود.